# 富士信用金庫 (大阪府)
富士信用金庫（ふじしんようきんこ）は、大阪市北区に本店があった信用金庫。
1997年（平成9年）10月13日、阪奈信用金庫に吸収される形で合併し、阪奈信用金庫（現：大阪シティ信用金庫）となった。
合併時の店舗数は大阪市内に5店舗、統一金融機関コードは1642であった。また、旧本店営業部の建物（大阪市北区本庄西1-1-2）は大阪東信用金庫（阪奈信金と八光信用金庫が合併して発足）の大阪北営業部として使用されたが、現在は閉鎖されている。
なお、静岡県に存在する富士信用金庫とは全くの別法人である。

## 沿革
- 1921年（大正10年）1月15日 有限責任戎信用組合として設立
- 1951年（昭和26年）1月31日 中小企業等協同組合法により、富士信用組合に改組
- 1952年（昭和27年）7月4日 信用金庫法により、富士信用金庫に改組
- 1997年（平成9年）10月13日 阪奈信用金庫と合併（新金庫名は、阪奈信用金庫）、消滅